# Сан-Фернандо (долина)
Долина Сан-Ферна́ндо (англ. San Fernando Valley) — урбанизированная долина в южной части Калифорнии. Окружена группой гор под названием «Поперечные хребты». Население — 1,76 млн. В разговорной лексике упоминается просто как «Долина».
В долине расположены более половины города Лос-Анджелес, а также города Бербанк, Глендейл, Сан-Фернандо, Хидден-Хилс и Калабасас.

## География
Долина Сан-Фернандо площадью около 670 км². С северо-запада долина ограничена горой Санта-Сусана, с запада горой Сими-Хилс, с юга горами Санта-Моника и Чок-Хилс, с востока горой Вердаго, с северо-востока горой Сан-Габриэль. Горы Сьерра Пелоне, Топатопа и Санта-Ана расположены по соседству с парком долины Сан-Фернандо.
Река «Лос-Анджелес», образованная от слияния ручьёв Калабасас и Белл, начинает свой путь от Canoga Park High School, рядом с бульваром Ваноуэн в парке Канога. Истоки этих ручьёв находятся в предгорьях Калабаса, Хидден-Хилс и Санта-Сусаны. Река течёт на восток вдоль южных районов долины.
Большая часть долины находится в юрисдикции границ города Лос-Анджелес, также имеются несколько включённых городов, расположенных в долине (Бербанк, Глендейл и т. д.).

## Правительство и политическое представительство
Долина Сан-Фернандо состоит из шести объединённых городов. Большинство из них управляется городом Лос-Анджелес. Некорпоративные общины (Статистически обособленная местность) управляются округом Лос-Анджелес.

### Представительство
Долина делится на семь районов городского совета. В городском совете они под номерами 2, 3, 4, 5, 6, 7 и 12. Из 99 микрорайонов, состоящих в городском совете, 34 находятся в долине. Долина представлена в Законодательном органе штата Калифорния семью депутатами из собрания штата и пятью депутатами из сената штата. Долина делится на 5 районов конгресса. Она представлена в Конгрессе главными фигурами обеих партий, включая Уполномоченного Генри Ваксмана (демократическая партия), Уполномоченного Говарда Бермана (демократическая партия) и Уполномоченного Говарда Маккеона (республиканская партия). В Наблюдательном совете округа Лос-Анджелес долина представлена двумя наблюдательными районами.
В долине Сан-Фернандо избиратели на местных, государственных и национальных выборах в основном голосуют за кандидатов от Демократической партии. Однако, наряду с Саут-Бей, избиратели голосуют и за кандидатов от Республиканской партии.
Civic Center в даунтауне Лос-Анджелеса является административным центром долины, спутником Лос-Анджелеса. В Сивик-центре находится мэрия Лос-Анджелеса, станция полиции, муниципалитет и вышестоящий суд. В Нортридже расположен Нортриджский университет штата Калифорния.

#### Городские службы
- Branch libraries[3].
- Две независимые библиотеки.
- Департамент полиции Лос-Анджелеса, Департамент шерифа округа Лос-Анджелес и самостоятельные департаменты городов долины.
- Пожарный департамент Лос-Анджелеса, Пожарный департамент округа Лос-Анджелес, Полицейский департамент города Бербанк и независимые департаменты городов долины.
- Совет микрорайонов города Лос-Анджелес[4]

## История

### Исторический период
Тонгва, народ, позже известный как Fernandeño=Gabrieleño (Миссия индейцев) после колонизации жил и процветал в долине уже 8000 лет назад. Здесь выросли и процветали многочисленные населённые пункты, торговые и охотничьи лагеря до взятия их испанцами в 1797 году.
Первое испанское поселение в долине Сан-Фернандо возникло в нынешнем Миссион-Хилс и называлось El Valle de Santa Catalina de Bononia de los Encinos или 'Ранчо Энсинос'. Хуан Франсиско Рейес построил глинобитный дом рядом с деревней Ранчерия у природных родников. Налаживалась сухопутная торговля. В 1848 году, после прекращения американо-мексиканской войны, долина перешла к США.

## Населённые пункты и районы

#### Объединённые города (независимые)
- Бербанк
- Калабасас
- Хидден-Хилс
- Сан-Фернандо
- Глендейл

#### Некорпоративные общины
- Белл Каньон
- Юниверсал-Сити
- Калабасас Хайлендс
- Уэст Чатсворт
- Кагел Каньон

#### Общины Лос-Анджелеса
- Арлета
- Кауэнга-Пасс
- Канога-Парк
- Чатсуэрт
- Медоус-Колфакс
- Энсино
- Гранада-Хиллз
- Кагел-Каньон
- Нолвуд
- Лейк-Вью-Террас
- Озеро Бальбоа
- Ла-Туна-Каньон
- Мишен-Хиллз
- Нохо-Артс-Дистрикт
- Норт-Хиллз
- Северный Голливуд
- Нортридж
- Пакоима
- Панорама-Сити
- Портер-Ранч
- Ресида
- Сепулведа
- Шэдоу-Хиллз
- Шерман-Окс
- Студио-Сити
- Стонхерст
- Сан-Валли
- Санленд
- Силмар
- Тарзана
- Толука-Лейк
- Тахунга
- Валли-Глен
- Валли-Виллидж
- Ван-Найс
- Деловой район Вентура
- Уорнер-Центр
- Уэст-Хиллз
- Уэст-Толука
- Уиннетка
- Вудленд-Хиллз

## Экономика
В долине находятся офисы многих компаний, работающих в индустрии кино, записи музыки и создании телевизионных программ. К ним относятся студии CBS Studio Center, NBC Universal, The Walt Disney Company (и телевизионная сеть ABC) и Warner Bros.
Также долина известна достижениями в области аэрокосмонавтики и ядерной физики таких компаний как Lockheed, Рокетдайн и полевой лаборатории в Санта-Сусане компаний Litton Industries, Marquardt и предшественник TRW компания Thompson Ramo Wooldridge.
Долина была первой, где с 1970 года стали снимать порнофильмы[уточнить], и эта индустрия ежегодно приносит миллионы долларов. С тех пор долину порой называют «долиной порно». Также долина Сан-Фернандо известна как «Силиконовая долина» (англ. Silicone Valley [ˈsɪlɪkəʊn ˈvæli]). Распространенный русский перевод созвучной знаменитой англ. Silicon Valley [ˈsɪlɪkən ˈvæli] как «Силиконовая долина», где разрабатываются микросхемы на основе кремния (англ. silicon [ˈsɪlɪkən]) и программное обеспечение для них, является ошибочным, правильно — «Кремниевая долина». Ведущие компании по производству порнофильмов и силиконовых имплантатов находятся на северо-западе долины. По данным HBO, 90 % всех легально распространяемых порнофильмов, сняты в долине Сан-Фернандо, либо сняты в студиях, базирующихся в долине. Большинство студий расположены в городах Чатсворт, Ван Найс и Канога Парк.
В долине выращиваются виноград и оливки.

## Транспорт

### Автомобили
Автомобиль по прежнему остаётся доминирующим видом транспорта в районах долины, хотя заторы на автострадах и транспортная сеть растёт[когда?]. Главные автострады пересекают долину, включая Автомагистраль 405 — Сан-Диего, направление 101 — шоссе Вентура / Голливудское шоссе, государственное направление 118 — шоссе Рейгана, государственное направление 170 — Голливудское шоссе, автомагистраль 210 — шоссе Футхилл, и автомагистраль 5 — шоссе Золотой штат. Большинство основных автомагистралей работают на картографической сетке: включая знаменитые улицы Бульвар Сепулведа, Бульвар Вентура, Бульвар Лорел Каньон, шоссе Сан-Фернандо, Бульвар Победы, Бульвар Резеда, Риверсайд Драйв, Малхолланд Драйв и государственное направление 27 — Бульвар Топанга Каньон.

## Демография
По данным материалов переписи в 2008 году население долины Сан-Фернандо равно 1,76 млн человек, как и в 2007 году. Из них 43,4 % белые американцы, 40,8 % испаноговорящие или латиноамериканцы, 3,4 % афроамериканцы и 10,1 % азиато-американцы. Крупными городами, полностью расположенными в долине, являются Глендейл и Бербанк. Самыми густонаселёнными районами Лос-Анджелеса в долине являются Северный Голливуд и Ван-Найс. Каждый из двух городов и двух районов имеет население более 100 000 человек. Несмотря на то, что в долине малая плотность населения, общины Панорама Сити, Северный Голливуд, Ван-Найс, Резеда и Нортридж в Лос-Анджелесе имеют многочисленные квартиры и содержат в Лос-Анджелесе плотный трактат переписи.
Латиноамериканцев и неиспаноязычных белых людей в долине много. В целом, общины в северо-восточной и центральной части долины имеют самую высокую концентрацию латиноамериканцев. Неиспаноязычные белые живут в основном вдоль горных оправ и в северо-западном, южном и юго-восточном участке долины. В городе Глендейл самая большая армянская община долины.

## Долина в искусстве

### Долина в музыке
- В 1944 году американский певец Бинг Кросби спел песню «San Fernando Valley», в которой очень тепло отзывался о Долине.

### Долина в кино
- Многие фильмы были сняты в 1920—50 гг. на Movie Ranch, находящемся на востоке и западе в долине гор, в пределах 30 км от Studio zone, что делает некоторые пейзажи долины хорошо известными на весь мир.

Фильмы, снятые или в долине Сан-Фернандо или киностудиями, находящимися в Сан-Фернандо:
- Китайский квартал (1974)
- Слава Богу, что пятница (1978),
- Луковое поле (1979)
- Обман (1980)
- Быстрые перемены в школе Риджмонт (1982)
- Инопланетянин (1982)
- Девушка из долины (1983)
- Частные учителя (фильм) (1983),
- Ля Бамба (1987)
- Земные девушки легко доступны (1988)
- Парень из Энсино (1992)
- Невежественный (1995)
- Безопасность (1995)
- 2 дня в долине (1996), Ночи в стиле буги (1997)
- Магнолия (1999)
- Малхолланд Драйв (2001)
- Любовь, сбивающая с ног (2002)
- Великолепная афера (2003)
- Столкновение (2004)
- История золушки (2004)
- Внизу в долине (2005)
- Сорокалетний девственник (2005)
- Суперперцы (2007)
- Немножко беременна (2007)
- На всю жизнь (2010)
- Долина смерти (сериал) (2011)

Кроме того долина упоминается в:
- Первом и втором фильме серии «Парень-каратист» (1984 и 1986 год соответственно). Фильмы снимались в долине и вокруг неё.
- «Альфа Дог» (2007) был основан на реальных событиях, происходивших в долине в 2000 году.
- В 1994 году в фильме «Криминальное чтиво» режиссёра Квентина Тарантино герой Сэмюэля Л. Джексона ссылается на долину, как на место, где у Марселласа Уоллеса не было друзей.
- Во второй части фильма «Охотники за привидениями».
- Видеоклипе «Empire Of The Sun — DNA»
- Неоднократно упоминается в сериале «Красавцы». Некоторые сцены проходят в долине.

### Долина в книгах
- Луковое поле; Джозеф Уэмбо (1973)
- «Tortilla Curtain»; T. C. Boyle
- Разные книги Catherine Mulholland